# Antonio de Olavarría
Antonio de Olavarría (Murueta, Orozco, Vizcaya, circa 1745 - Buenos Aires, 5 de agosto de 1813), militar español que actuó en el Virreinato del Río de la Plata y en la Revolución de Mayo.

## Biografía
Inició su carrera militar como soldado del Cuerpo de Dragones de Lusitania en 1766; ascendió a cabo en 1769 y a sargento en 1771.
Llegó al Río de la Plata con la expedición del primer Virrey Pedro de Cevallos, en 1777, participando en la toma de la isla de Santa Catalina y de la Colonia del Sacramento.
En 1779 fue promovido a alférez del cuerpo de Caballería Blandengues de la Frontera de Buenos Aires, teniente en 1781, recibió los despachos de capitán en 1787, siempre en el mismo cuerpo del que fue nombrado 2.º comandante en 1799, alcanzó el grado de teniente coronel el 24 de marzo de 1802. El 5 de octubre fue reconocido teniente coronel del ejército, ascendiendo a coronel graduado en 1803.
Durante años fue comandante del fuerte de Salto, participando en varios encuentros contra los indígenas de la parcialidad ranquel.
Cuando se produjo la primera de las Invasiones Inglesas, en 1806, luchó en Quilmes, ocasión en la que sus hombres huyeron ante el firme avance de la infantería enemiga. Semanas después secundó a Juan Martín de Pueyrredón en la organización y adiestramiento de la división de caballería formada por éste para expulsar a los invasores; cuando los ingleses atacaron la chacra de Perdriel, Olavarría retiró sus hombres, inferiores a la infantería inglesa, pero que por se de caballería no podían ser perseguidos. Pueyrredón decidió enfrentarlos, perdió la batalla y estuvo cerca de perder la vida, pero se convirtió en el héroe de la jornada. Durante la Reconquista de Buenos Aires combatió a órdenes de Pueyrredón.
Cuando conducía prisioneros ingleses hacia Catamarca, el capitán Manuel Martínez, liberó al general inglés Beresford y al coronel Denis Pack, dando fe a una orden verbal del Comandante de Armas Santiago de Liniers y el Cabildo que le transmitió personalmente el capitán Saturnino Rodríguez Peña influenciado además porque este era cuñado de Olavarria que era su jefe inmediato y segundo comandante general de frontera. Olavarría fue apresado como "reo de Estado" por haber proporcionado caballos a pedido de su cuñado para facilitar la rápida fuga de los militares ingleses. Durante la segunda invasión inglesa fue enviado prisionero a la ciudad de Mendoza, porque aún se creía que estaba de acuerdo con los invasores. El juicio continuó durante tres años, hasta que –poco después de la Revolución de Mayo– la  Primera Junta lo puso en libertad.
El 19 de julio de 1810 recibió los despachos de coronel efectivo. Participó en las primeras operaciones de la Expedición de Belgrano al Paraguay, pero debió regresar a Buenos Aires por problemas de salud.
Al poco tiempo de recibir de la Asamblea del año XIII la carta de ciudadanía de las Provincias Unidas del Río de la Plata, falleció en Buenos Aires el 5 de agosto de 1813.
De su matrimonio con Juana Gertrudis Rodríguez Peña, hermana de Saturnino y Nicolás Rodríguez Peña, nacieron tres futuros oficiales de la Independencia: el capitán Rafael de Olavarría, que participó en las Expediciones Auxiliadoras al Alto Perú y de la Guerra del Brasil; el teniente Nicolás de Olavarría, que participó en las campañas al Alto Perú; y el coronel José Valentín de Olavarría, el menor, que participó en las campañas del Ejército de los Andes a Chile y Perú, en la Guerra contra el Imperio del Brasil, y en la revolución unitaria de 1828 a órdenes de Juan Lavalle. Terminó su vida exiliado en Montevideo, donde luchó contra el Sitio entre 1843 y 1845, año en que falleció.